# Magnolia villosa
Espèce
Statut de conservation UICN

 DD  : Données insuffisantes
Magnolia villosa est une espèce de plantes à fleurs de la famille des Magnoliaceae. C'est un arbre trouvé en Asie.

## Description
C'est un arbre.

## Répartition et habitat
L'espèce est trouvée au nord-est de l'Inde, dans l'ouest de la Malésie (Bornéo, Malaisie, Sumatra) jusqu'au nord de Célèbes.
Elle pousse en milieu tropical humide.